# Heinz-Harald Frentzen
Heinz-Harald Frentzen (Mönchengladbach, 18 de maio de 1967) é um ex-piloto alemão.
Correu na Fórmula 1 entre 1994 a 2003, estreando e encerrando a carreira na Sauber. Também correu por Williams, Jordan, Prost e Arrows. Sua melhor temporada aconteceu em 1997, quando ficou em segundo no mundial de pilotos1. Em 1999, ficou em terceiro. Ao todo, conseguiu três vitórias na carreira, sendo uma em 1997 e duas em 1999.

## Carreira
Piloto muito técnico e arrojado, fez parte do Programa de Desenvolvimento de Jovens Pilotos da Mercedes Benz (Mercedes Junior Team), juntamente com o compatriota Michael Schumacher e o austríaco Karl Wendlinger.

### Fórmula 1

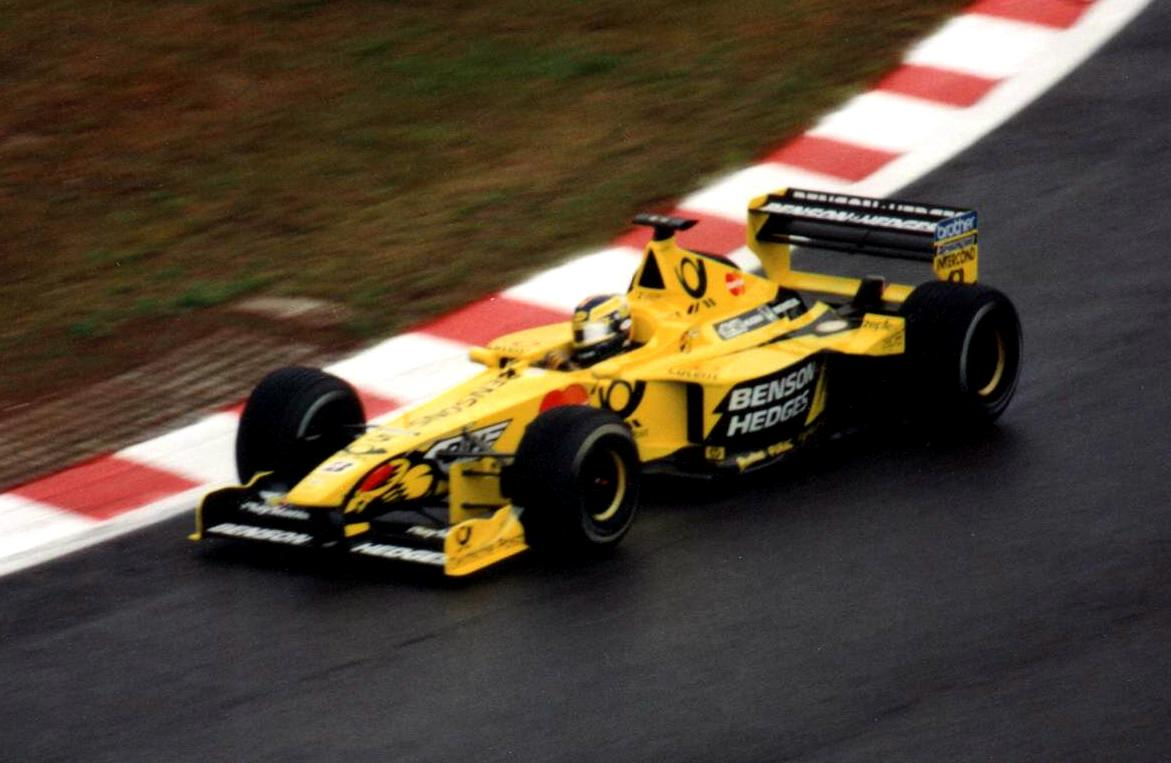
Frentzen na Jordan em 2000.

Frentzen chegou à F1 três anos depois de Schumacher, que teve melhor sorte sendo campeão em 1994 e 1995. Era apontado como "anti-Schumacher", o único capaz de desafiá-lo. Quando se transferiu para a Williams, o mais forte time da época, a pressão de que batesse o seu ex-colega de Mercedes se tornou insuportável, e apesar dos resultados consistentes, tanto que chegou ao fim da temporada como terceiro melhor na classificação, herdando o vice com a desqualificação do concorrente, foi apontado como um grande fracasso.
Suportando a injustiça, persistiu em correr nos anos seguintes com uma Jordan, chegando a disputar o título no seu primeiro ano com Schumacher e diretamente com o finlandês Mika Häkkinen da McLaren até a penúltima etapa do campeonato de 1999. Provando um valor que jamais foi reconhecido pela imprensa internacional.

### DTM

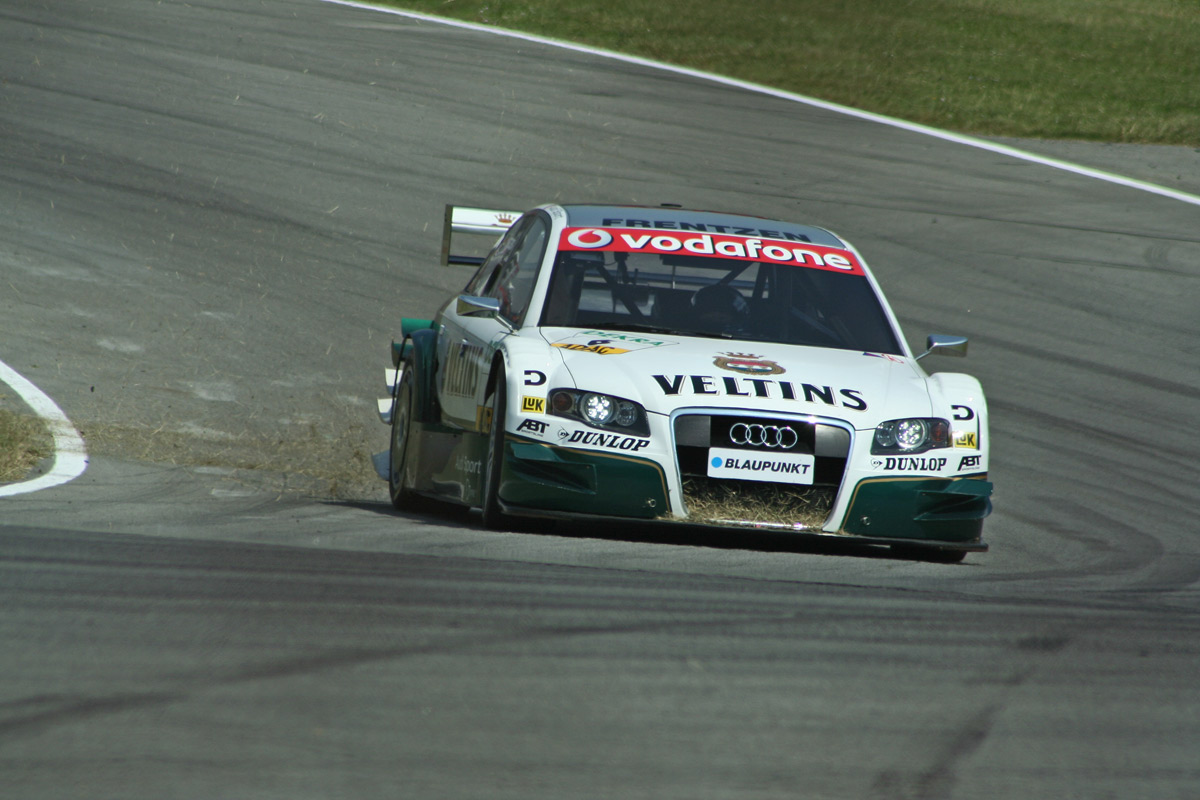
Frentzen na DTM em 2006.

Em 2004, Frentzen passou a disputar a Deutsche Tourenwagen Masters Series alemã, pela equipe Opel. Seu carro, no entanto, não era um carro competitivo, e ele foi regularmente ultrapassado não apenas pelos pilotos da Audi e Mercedes, mas também por companheiros de equipe, terminando a temporada em 14º no campeonato. Na temporada de 2005 terminou o ano em 8º como o melhor colocado na equipe, obtendo como melhor resultado um terceiro lugar na pole position em Brno na República Tcheca.
Em 2006 Frentzen se juntou a Audi, onde acabaria em terceiro na primeira corrida da temporada em Hockenheim. Frentzen terminou a temporada em 7º lugar na classificação final.
No final do ano de 2006 se aposentou como piloto após 3 temporadas na DTM, mas retornou a pista na GT Masters. Entre outras atividades, ainda ajuda a irmã no negócio da família, como motorista de carro funerário na Alemanha.

## Resultados

### Fórmula 1
(legenda) (Corrida em negrito indica pole position e corrida em itálico indica volta mais rápida)
| Ano  | Nome Oficial da Equipe       | Chassis       | Motor                    | Pneus | 1       | 2       | 3       | 4       | 5       | 6       | 7       | 8       | 9       | 10      | 11      | 12      | 13      | 14      | 15      | 16      | 17      | Pontos | Posição |
| ---- | ---------------------------- | ------------- | ------------------------ | ----- | ------- | ------- | ------- | ------- | ------- | ------- | ------- | ------- | ------- | ------- | ------- | ------- | ------- | ------- | ------- | ------- | ------- | ------ | ------- |
| 2003 | Sauber Petronas              | Sauber C22    | Petronas 03A V10         | B     | AUS 6º  | MAL 9º  | BRA 5º  | SMR 11º | ESP Ret | AUT NP  | MON Ret | CAN Ret | EUR 9º  | FRA 12º | GBR 12º | ALE Ret | HUN Ret | ITA 13º | EUA 3º  | JAP Ret |         | 13     | 11º     |
| 2002 | Orange Arrows                | Arrows A23    | Cosworth CR-3 V10        | B     | AUS DSQ | MAL 11º | BRA Ret | SMR Ret | ESP 6º  | AUT 11º | MON 6º  | CAN 13º | EUR 13º | GBR Ret | FRA NQ  | ALE Ret |         |         |         |         |         | 2      | 18º     |
| 2002 | Sauber Petronas              | Sauber C21    | Petronas 02A V10         | B     |         |         |         |         |         |         |         |         |         |         |         |         |         |         |         | EUA 13º |         | 2      | 18º     |
| 2001 | Benson & Hedges Jordan Honda | Jordan EJ11   | Honda RA001E V10         | B     | AUS 5º  | MAL 4º  | BRA 11º | SMR 6º  | ESP Ret | AUT Ret | MON Ret | CAN PO  | EUR Ret | FRA 8º  | GBR 7º  |         |         |         |         |         |         | 6      | 13º     |
| 2001 | Prost Acer                   | Prost AP04    | Acer 01A V10             | M     |         |         |         |         |         |         |         |         |         |         |         |         | HUN Ret | BEL 9º  | ITA Ret | EUA 10º | JAP 12º | 6      | 13º     |
| 2000 | Benson & Hedges Jordan       | Jordan EJ10   | Mugen Honda MF-301HE V10 | B     | AUS Ret | BRA 3º  | SMR Ret | GBR 17º | ESP 6º  | EUR Ret | MON 10º | CAN Ret | FRA 7º  | AUT Ret |         |         |         |         |         |         |         | 11     | 9º      |
| 2000 | Benson & Hedges Jordan       | Jordan EJ10B  | Mugen Honda MF-301HE V10 | B     |         |         |         |         |         |         |         |         |         |         | ALE Ret | HUN 6º  | BEL 6º  | ITA Ret | EUA 3º  | JAP Ret | MAL Ret | 11     | 9º      |
| 1999 | Benson & Hedges Jordan       | Jordan 199    | Mugen Honda MF-301HD V10 | B     | AUS 2º  | BRA 3º  | SMR Ret | MON 4º  | ESP Ret | CAN 11º | FRA 1º  | GBR 4º  | AUT 4º  | ALE 3º  | HUN 4º  | BEL 3º  | ITA 1º  | EUR Ret | MAL 6º  | JAP 4º  |         | 54     | 3º      |
| 1998 | Winfield Williams            | Williams FW20 | Mecachrome GC73-01 V10   | G     | AUS 3º  | BRA 5º  | ARG 9º  | SMR 5º  | ESP 8º  | MON Ret | CAN Ret | FRA 15º | GBR Ret | AUT Ret | ALE 9º  | HUN 5º  | BEL 4º  | ITA 7º  | LUX 5º  | JAP 5º  |         | 17     | 7º      |
| 1997 | Rothmans Williams-Renault    | Williams FW19 | Renault RS9 V10          | G     | AUS 8º  | BRA 9º  | ARG Ret | SMR 1º  | MON Ret | ESP 8º  | CAN 4º  | FRA 2º  | GBR Ret | ALE Ret | HUN Ret | BEL 3º  | ITA 3º  | AUT 3º  | LUX 3º  | JAP 2º  | EUR 6º  | 42     | 2º1     |
| 1996 | Red Bull Sauber Ford         | Sauber C15    | Ford JD Zetec-R V10      | G     | AUS 8º  | BRA Ret | ARG Ret | EUR Ret | SMR Ret | MON 4º  | ESP 4º  | CAN Ret | FRA Ret | GBR 8º  | ALE 8º  | HUN Ret | BEL Ret | ITA Ret | POR 7º  | JAP 6º  |         | 7      | 12º     |
| 1995 | Red Bull Sauber Ford         | Sauber C14    | Ford ECA Zetec-R V8      | G     | BRA Ret | ARG 5º  | SMR 6º  | ESP 8º  | MON 6º  | CAN Ret | FRA 10º | GBR 6º  | ALE Ret | HUN 5º  | BEL 4º  | ITA 3º  | POR 6º  | EUR Ret | PAC 7º  | JAP 8º  | AUS Ret | 15     | 9º      |
| 1994 | Broker Sauber Mercedes       | Sauber C13    | Mercedes 2175B V10       | G     | BRA Ret | PAC 5º  | SMR 7º  | MON DNS | ESP Ret | CAN Ret | FRA 4º  | GBR 7º  | ALE Ret | HUN Ret | BEL Ret | ITA Ret | POR Ret | EUR 6º  | JAP 6º  | AUS 7º  |         | 7      | 13º     |

↑1  A FIA excluiu do Campeonato Mundial de Pilotos a classificação final do alemão Michael Schumacher, porque considerou sua conduta antidesportiva quando ele jogou sua Ferrari em cima da Williams do canadense Jacques Villeneuve ao ser ultrapassado na última etapa, o Grande Prêmio da Europa, em Jerez, na Espanha.

### 24 Horas de Le Mans
| Ano  | Pos | Classe Pos. | Nº  | Equipe              | Pilotos                        | Chassis                | Pneus | Voltas |
| Ano  | Pos | Classe Pos. | Nº  | Equipe              | Pilotos                        | Motor                  | Pneus | Voltas |
| ---- | --- | ----------- | --- | ------------------- | ------------------------------ | ---------------------- | ----- | ------ |
| 2008 | 16  | GT1         | 007 | Aston Martin Racing | Andrea Piccini Karl Wendlinger | Aston Martin DBR9      | M     | 339    |
| 2008 | 16  | GT1         | 007 | Aston Martin Racing | Andrea Piccini Karl Wendlinger | Aston Martin 6.0 L V12 | M     | 339    |
| 1992 | 13  | C1          | 4   | Euro Racing         | Charles Zwolsman Shunji Kasuya | Lola T92/10            | M     | 271    |
| 1992 | 13  | C1          | 4   | Euro Racing         | Charles Zwolsman Shunji Kasuya | Judd GV10 3.5L V10     | M     | 271    |